# 大久保町 (栃木市)
大久保町（おおくぼまち）は、栃木県栃木市の地名。郵便番号は328-0202。
　

## 地理
寺尾地区中部に位置し、東は尻内町、西は鍋山町、南は梅沢町、北は西方町真名子、都賀町大柿と接している。

## 世帯数と人口
2017年（平成29年）8月31日現在の世帯数と人口は以下の通りである。
| 町丁     | 世帯数 | 人口  |
| -------- | ------ | ----- |
| 大久保町 | 86世帯 | 210人 |

## 施設
寺社
- 春日神社

その他
- アパリゾート 栃木の森ゴルフコース

## 交通

### バス
栃木市営生活バス
■星野御岳山線・■出流観音線
- 大久保

### 道路
主要地方道
- 栃木県道32号栃木粕尾線（鍋山街道）

## 小・中学校の学区
市立小・中学校に通う場合、学区は以下の通りとなる。
| 番地 | 小学校                 | 中学校             |
| ---- | ---------------------- | ------------------ |
| 全域 | 栃木市立寺尾中央小学校 | 栃木市立寺尾中学校 |